# エバテック
エバテック（英: Evatec AG)は、スイスのTrübbachに本社を置く半導体製造装置メーカー。

## 概要
1946年にリヒテンシュタイン公国バルザースで設立されたBalzers社を源流とし、2015年にOC Oerlikon Holdingsの薄膜部門を継承する形で設立。
同社を形容するキーワードとしてThin Film Powerhouseを掲げ、半導体前工程および後工程(アドバンストパッケージング)向けに、エッチング、蒸着、スパッタ、PECVD、PEALDをコアとした半導体成膜装置を製造および販売を行っている。

## 歴史
エバテック社は、2014年12月23日、スイスのテクノロジーグループ企業であるエリコン（OC Oerlikon Holding AG）のアドバンストテクノロジー部門を引き継ぐ形で設立された。この移管は予定より早く完了し、同部門の 200 人の従業員とすべての資産は 2015年2月3日にエバテック社へ移管された。
2019年3月にECL（Evatec Competency Laboratory）を開設し、バッチ式、クラスター式、インライン式の真空蒸着装置、スパッタリング装置、並びに先端技術の評価を可能とする測定器類を設置し研究開発、デモンストレーション、フィールドサポートを行っている。

## 製品
装置ポートフォリオとして、BAK（真空蒸着装置）、MPS（縦型スパッタリング装置）、LLS（LL式縦型スパッタリング装置）、CLUSTERLINE®（ウェハー向け枚葉スパッタリング装置）、CLUSTERLINE®RAD（自動搬送・精密プロセスモニター機能を盛り込んだウェハー向けバッチ式スパッタリング装置）、SOLARIS®（様々な基板に対応可能なインライン式スパッタリング装置）、HEXAGON（FOUP対応インライン式スパッタリング装置）、CLUSTERLINE®PNL（最大650mm角のアドバンストパッケージング向けパネルおよびインターポーザー用枚葉スパッタリング装置）を取り揃えている。

## 日本法人
日本には、日本エバテック株式会社がある。
エバテックの日本法人として2018年7月2日に設立され、本社を大阪に置き、日本の顧客向けの営業、サービス活動を行っている。
所在地：大阪府大阪市中央区北浜3-1-21